# RaiPlay Sound
RaiPlay Sound è una piattaforma multimediale dedicata all'offerta radiofonica della Rai, gestita da RaiPlay e Digital, lanciata nel dicembre 2017.
Nella homepage sono presenti i 12 canali di Rai Radio, le informazioni riguardanti i contenuti dei programmi radiofonici e altri contenuti originali.

## Storia

### RaiPlay Radio
Il servizio è stato lanciato il 18 dicembre 2017 con il nome di RaiPlay Radio, il cui obiettivo era sostituire il portale Radio Rai inglobando gradualmente i siti delle radio della struttura.
Esso permetteva la visione del palinsesto con la possibilità di riascoltare i programmi già andati in onda.
Il menù era suddiviso come segue:
- Home, area principale con i programmi in onda sui 12 canali radiofonici, arricchita da informazioni riguardanti i contenuti dei programmi;
- Canali, con una sottosezione per ogni canale;
- Palinsesti, con le programmazioni radiofoniche nell'arco di 15 giorni;
- Programmi, l'elenco dei programmi radiofonici in ordine alfabetico;
- Mia Radio, area personalizzabile in base al profilo, in cui era possibile scaricare i programmi in podcast.

Sulla pagina di Rai Radio 1 era presente, da ottobre 2018, la possibilità per gli utenti registrati di ascoltare una versione personalizzata del GR 1 tramite il servizio MioGR, che permette di ascoltare servizi della testata giornalistica in base a tematiche selezionate dall'utente. La piattaforma, a differenza della controparte audiovisiva, era gestita da Rai Radio.

### RaiPlay Sound
Il 24 febbraio 2021 la Rai ha annunciato che il servizio sarebbe stato rilanciato come RaiPlay Sound, inglobando le dirette dei 12 canali radiofonici Rai e i contenuti podcast originali. La gestione della nuova piattaforma, inoltre, sarebbe stata affidata alla divisione RaiPlay e Digital, già editrice di RaiPlay.
Dopo essere stato dapprima annunciato per maggio e poi a ottobre, il lancio della piattaforma è infine avvenuto il 9 dicembre dello stesso anno.

## Contenuti e struttura
Analogamente a RaiPlay, esso consente la visione del palinsesto con la possibilità di riascoltare i programmi già andati in onda — così come già avveniva su RaiPlay Radio — e l'ascolto di contenuti originali.
In testata, insieme al logo del portale e un menu a scomparsa tramite il quale si accede ai vari siti Rai, vi sono le seguenti sezioni:
- Dirette radio, con le dirette dei 12 canali radiofonici;
- Podcast, che permette di cercare i contenuti audio in base ai generi;
- Audiolibri, tratti dal programma di Rai Radio 3 Ad alta voce ed elencati per generi e in ordine alfabetico.

Il menù laterale, accessibile tramite un pulsante posizionato accanto al logo, è strutturato come segue:
- Homepage, area principale con i programmi in onda sui 12 canali radiofonici, arricchita da informazioni riguardanti i contenuti dei programmi;
- Canali, con un collegamento alle dirette radio e le sottosezioni per ciascun canale;
- I miei podcast, con i podcast audio salvati dall'utente per un successivo ascolto;
- Esplora, che ha la medesima funzione della sezione Podcast presente nella testata del sito.

Inoltre sono presenti ed è possibile ascoltare le audiodescrizioni delle fiction e delle serie televisive Rai, serie televisive e telefilm esteri e film trasmessi da Rai nonché anche di alcune trasmissioni televisive della tv pubblica.

## Loghi

19 dicembre 2017 – 8 dicembre 2021
In uso dal 9 dicembre 2021